# Tennantia
Tennantia  es un género de plantas con flores perteneciente a la familia de las rubiáceas. Incluye una sola especie: Tennantia sennii (Chiov.) Verdc. & Bridson (1981).. Es nativa de Somalia y Kenia.

## Descripción
Es un arbusto que alcanza un tamaño de 1-3 m de altura, los tallos son pubérulos blanquecinos, cuando jóvenes. Las láminas foliares elípticas a obovadas y estrechas, de 1-6,5 x 0,5-2,9 cm, redondeadas y, a veces minuciosamente apiculadas en el ápice, glabras o pubérulas, con estípulas 1-2 mm de largo. La corola blanca o teñida de rosa, con tubo de 1,5-2 mm de largo, lóbulos de c. 5 mm de largo. Fruto de color negro, de 6.5 mm de diámetro. Las semillas de 4 mm de largo.

## Taxonomía
Tennantia sennii fue descrita por (Chiov.) Verdc. & Bridson y publicado en Kew Bulletin 36: 511, en el año 1981.
Sinonimia
- Tricalysia sennii Chiov. basónimo[5]